# 2024년 하계 올림픽 앙골라 선수단
2024년 하계 올림픽 앙골라 선수단에 대한 문서이다.
앙골라는 2024년 7월 26일부터 8월 11일까지 파리에서 열리는 2024년 하계 올림픽에 출전했다. 이번 하계 올림픽은 소련이 주도한 보이콧으로 인해 1984년을 제외하고 1980년 공식 출범 이후 앙골라의 11번째 하계 올림픽 출전이 된다.

## 출전 선수
| 종목   | 남자 | 여자 | 전체 |
| ------ | ---- | ---- | ---- |
| 육상   | 1    | 0    | 1    |
| 카누   | 2    | 0    | 2    |
| 핸드볼 | 0    | 14   | 14   |
| 유도   | 1    | 0    | 1    |
| 조정   | 1    | 0    | 1    |
| 요트   | 2    | 1    | 3    |
| 수영   | 1    | 1    | 2    |
| 전체   | 8    | 16   | 24   |

## 배경

### WADA 제재 회피
2024년 2월, 세계 반도핑 기구(WADA)가 앙골라 올림픽 위원회에 도핑 규정 위반 혐의로 태그를 붙인 후 대표단은 올림픽에서 앙골라 국기 사용이 금지될 위험에 처했다. 이 문제는 WADA가 앙골라를 통과한 올림픽 개막 3주 전인 2024년 7월 5일까지 해결될 예정이었다.

## 매달 집계
| 종목 | 1 | 2 | 3 | 합계 |
| 종목 | ' | ' | ' | '    |
| 종목 | ' | ' | ' | '    |
| 종목 | ' | ' | ' | '    |
| 합계 | ' | ' | ' | '    |

## 같이 보기
- 2024년 하계 올림픽